# Torre Trump
La Torre Trump (en inglés: Trump Tower) es un rascacielos de uso mixto ubicado en el 725 de la Quinta Avenida, entre las calles 56 y 57, en Midtown Manhattan, Nueva York. Diseñado por Der Scutt, y promovido por Donald e Ivana Trump y la Equitable Life Assurance Company (renombrada como AXA Equitable Life Insurance Company en 2004), la torre es propiedad y la sede central de la Organización Trump y alberga el ático que Donald Trump usa como residencia privada. Las tiendas de la planta baja de la torre fueron abiertas el 30 de noviembre de 1983. La apertura del atrio y las tiendas se celebró el 14 de febrero de 1983, mientras que los apartamentos y las oficinas se inauguraron poco después. HRH Construction fue el contratista del edificio y la ejecutiva de la construcción fue Barbara Res.

## Arquitectura
La Torre Trump fue construida en el lugar donde estaba situada la tienda Bonwit Teller, un edificio arquitectónicamente renombrado destruido por Trump en 1980. Trump aseguró que el valioso bajorrelieve de esculturas de diosas semidesnudas de caliza de estilo art déco, así como la verja considerablemente ornamentada ubicada encima de la entrada a la tienda, serían donadas al Museo Metropolitano de Arte. De todos modos, las esculturas acabaron siendo destruidas, con Trump alegando preocupaciones sobre seguridad, peligros generales, gastos, y a una posible demora de diez días en la construcción debido a la dificultad de retirar dichas esculturas. La verja decorativa del edificio, supuestamente trasladada a un almacén en Nueva Jersey, nunca fue recuperada. El arquitecto Der Scutt se indignó con la destrucción, que tenía la esperanza de incorporar las esculturas de las diosas en el diseño del vestíbulo del nuevo edificio; Trump rechazó el plan, prefiriendo algo "más contemporáneo".

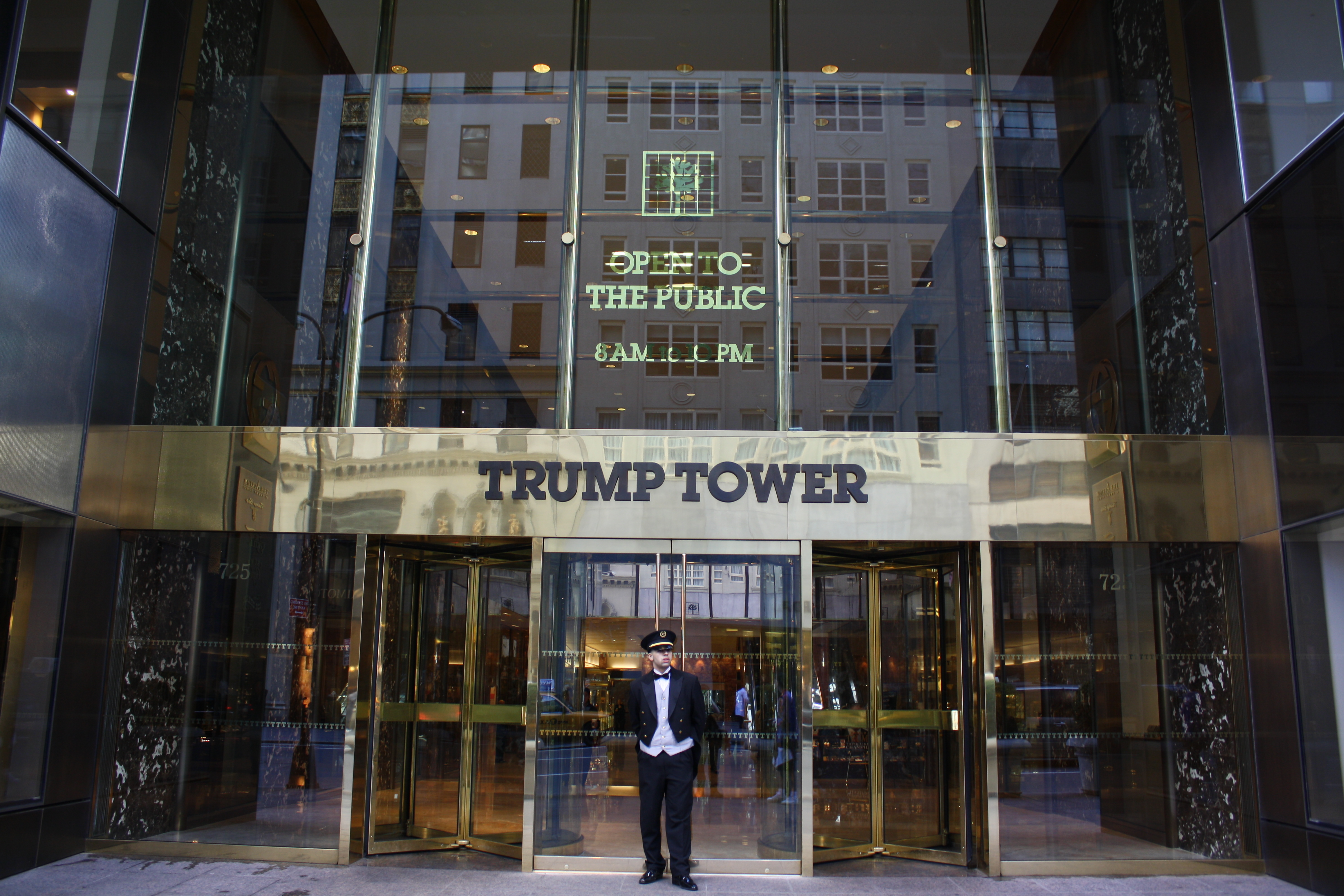
La entrada de la Torre Trump.

La Torre Trump es uno de los cien edificios más altos de Nueva York. La torre es una estructura de hormigón reforzado, con un núcleo reforzado, y fue la estructura más alta de este tipo en Nueva York cuando fue construida. Una estructura de hormigón en la parte más alta del edificio ata las columnas exteriores al núcleo. Esto incrementa las dimensiones eficaces del núcleo respecto a las de la construcción con el fin de resistir fuerzas laterales (viento, pequeños terremotos, e impactos perpendiculares a la altura del edificio). Una estructura similar fue usada para la Trump World Tower.
Generalmente un edificio de esa altura no podría haberse construido en un terreno tan pequeño. Mezclando los usos (tiendas, oficinas, y residencias), construyendo una arcada a lo largo de la manzana (conectando con el IBM Building por el este), y usando los derechos de vuelo de la tienda Tiffany’s, e incluyendo el atrio, que fue diseñado como un “espacio público” bajo las normativas de la ciudad en ese tiempo, Trump fue capaz de conseguir espacio extra para la construcción de una torre más alta.
Los espacios públicos del edificio están cubiertos de Breccia Pernice, un mármol rosa con nervios blancos. También hay zonas decoradas con espejos y latón. Estas incluyen el vestíbulo de las oficinas y el atrio de tres pisos que consta de una cascada, tiendas, cafés, y un puente de peatones que cruza la piscina de la cascada. El atrio está coronado por un tragaluz. En 2006, Forbes evaluó la torre en 318 millones de dólares. La torre Trump fue el escenario del espectáculo The Apprentice, de la cadena de televisión NBC, incluyendo el famoso "consejo de administración" donde al menos una persona era despedida al final de cada episodio; el consejo de administración es actualmente un estudio de televisión dentro de la torre Trump.

## Controversias

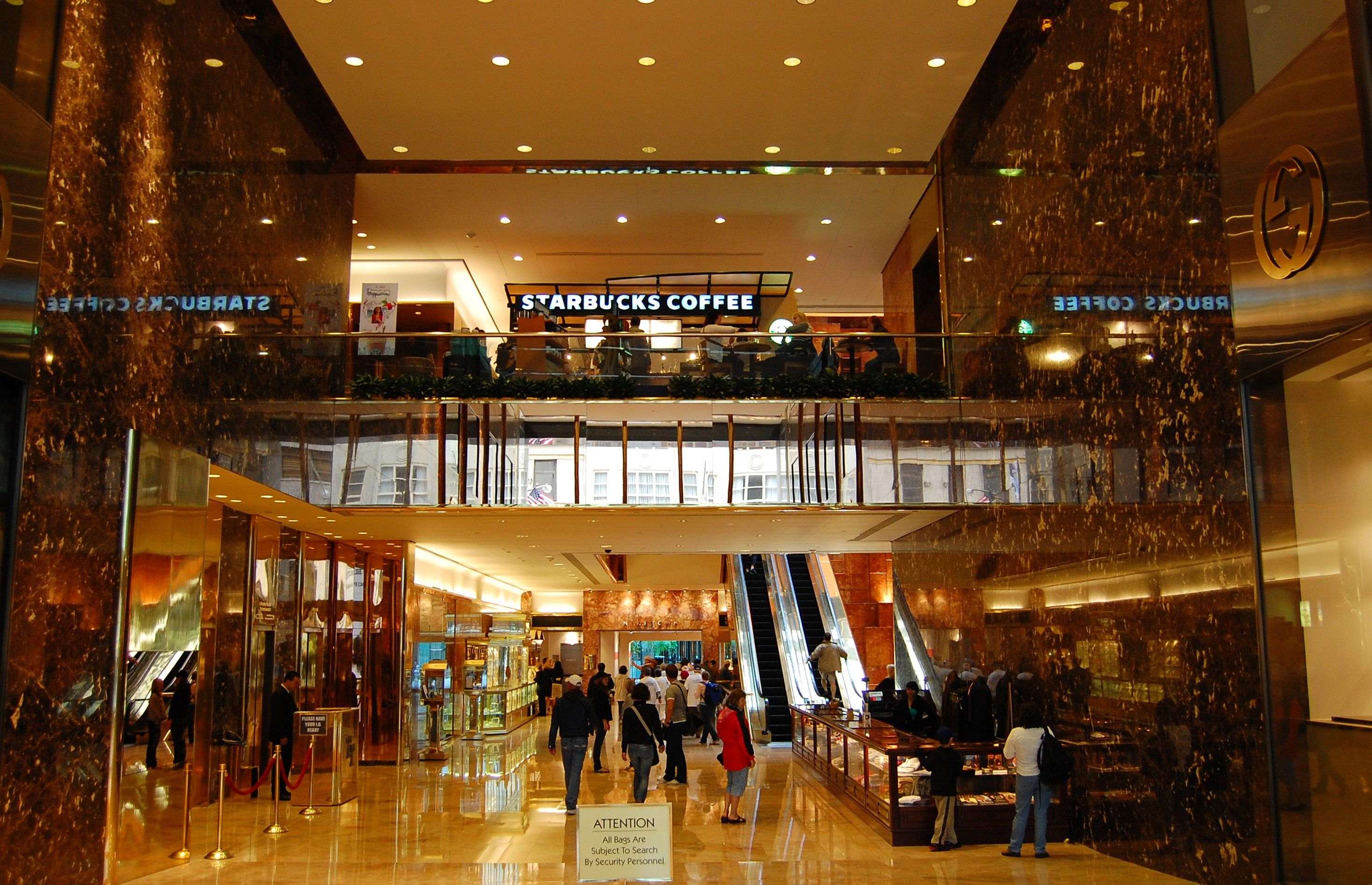
El atrio del edificio.

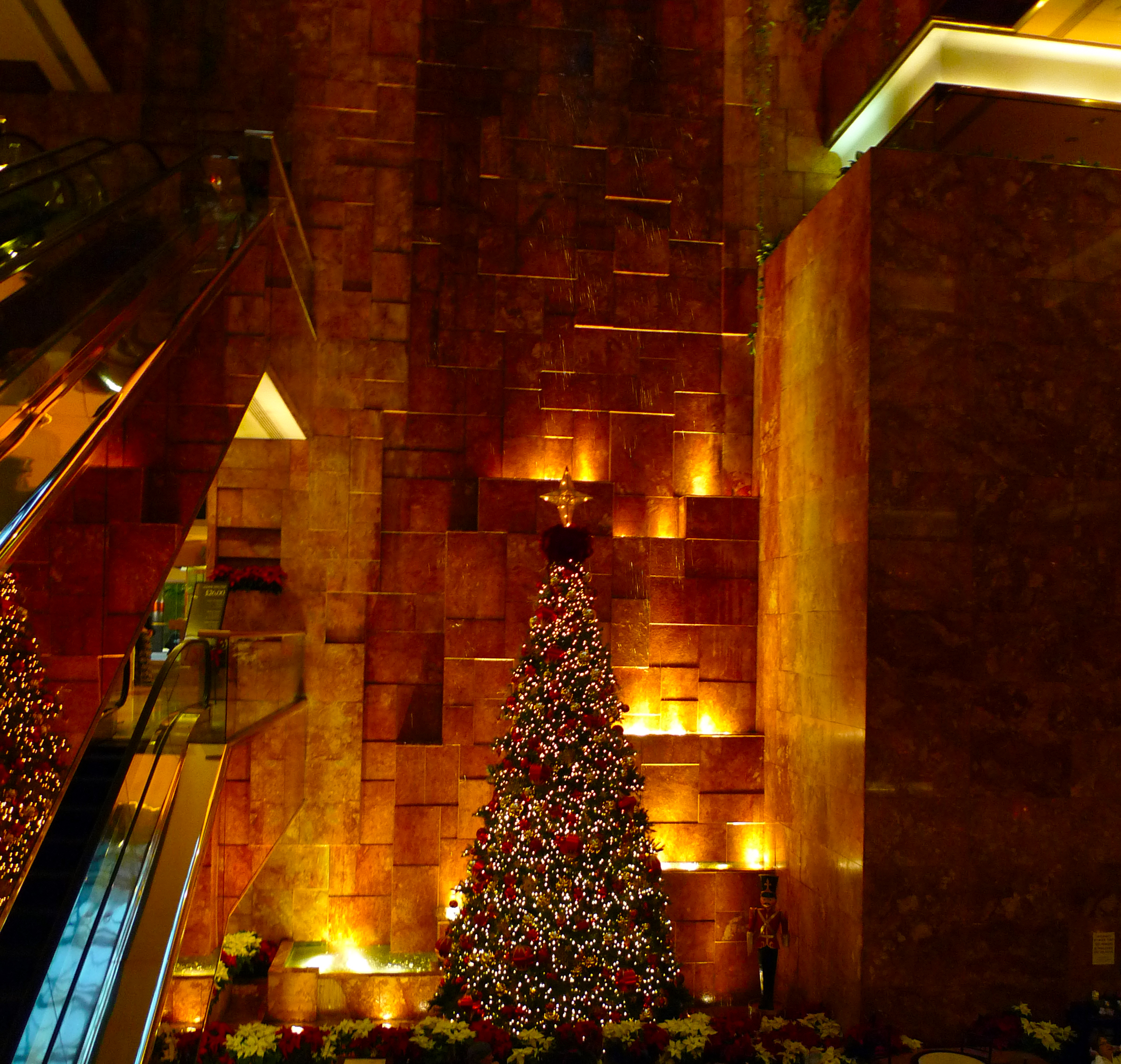
Árbol de Navidad en el vestíbulo, en diciembre de 2014.

El periodista David Cay Johnston cuestionó el particular uso del hormigón, y sugirió que había una conexión con el crimen organizado.
Trump testificó en 1990 que desconocía que 200 inmigrantes polacos indocumentados, algunos de los cuales vivieron en el sitio de la construcción durante una huelga de tráfico y trabajaban en turnos de todo el día (por los cuales eran supuestamente pagados en negro con $4 o $5 por hora), estaban involucrados en la destrucción del antiguo Bonwit Teller Building. Trump dijo que raramente visitó el lugar de la demolición y nunca avisó a los trabajadores, quienes eran conocidos como la "Brigada Polaca" y se distinguían visualmente por su ausencia de cascos protectores. Un asesor laborar e informador del FBI, convencido de la evasión fiscal en los cobros, testificó que Trump era consciente de la contratación ilegal de los trabajadores. En la declaración, Trump admitió que él y un ejecutivo usaron el seudónimo "John Baron" en algunos de sus acuerdos empresariales, aunque Trump declaró haberlo hecho años después de la construcción de la torre Trump. Un abogado laboral testificó que fue amenazado por teléfono con una demanda de 100 millones de dólares por alguien que usaba ese nombre en la Organización Trump. ("Mucha gente usa seudónimos", bromeó Trump a un reportero. "Ernest Hemingway usó uno.") Presentada en 1983, la demanda colectiva sobre pensiones del sindicato sin pagar y obligaciones médicas pasó por varias apelaciones y juicios sin jurado, y en una ocasión fue comparada con el Jarndyce and Jarndyce, el caso aparentemente interminable que forma la columna vertebral de la Casa desolada de Charles Dickens. La demanda fue resuelta en última instancia, en 1999, con sus registros sellados.
La Ciudad de Nueva York concedió el permiso a Trump para construir las últimas 20 plantas del edificio a cambio de operar el atrio como espacio público, adquirido por la ciudad. En el vestíbulo del edificio hay dos quioscos con productos de Trump (uno de los cuales sustituyó un largo banco público) operando fuera del cumplimiento de la normativa municipal. La ciudad emitió un aviso de violación en julio de 2015, demandando que el banco fuese devuelto a su lugar. Aunque la Organización Trump dijo inicialmente que la violación carecía de fundamento, un abogado de la organización declaró en enero de 2016 que los quioscos serían eliminados en dos o cuatro semanas, antes de una decisión judicial.

## Presentes y pasados propietarios e inquilinos
- Donald Trump y su familia.
- Guccio Gucci, antiguo propietario del edificio demolido para la construcción de la Trump Tower.
- Jean-Claude Duvalier, dictador haitiano (apartmento 54-K).[14]
- Mutaib bin Abdulaziz Al Saud.[15]
- Andrew Lloyd Webber.[15]
- El piso 17 está ocupado por las oficinas de la CONCACAF, la confederación de asociaciones de fútbol en Norte y Centroamérica.[16]
- El anterior presidente de la CONCACAF, Chuck Blazer, vivió en dos apartamentos en el piso 49. El segundo de sus apartamentos era ocupado principalmente por gatos.[16]
- Cristiano Ronaldo, el famoso futbolista portugués,[17] hasta que lo vendió en 2022.[18]
- José Maria Marin, antiguo presidente de la Confederación Brasileña de Fútbol, actualmente bajo arresto domiciliario en su apartamento.[19]

## Aparición en películas
La torre sirvió como sede de las Empresas Wayne en la película de Christopher Nolan The Dark Knight Rises.